# Maxillaria guiardiana
Maxillaria guiardiana là một loài thực vật có hoa trong họ Lan. Loài này được Chiron mô tả khoa học đầu tiên năm 1999.